# Ана Фризингер-Постма
Ана Кристине Фризингер-Постма (на немски: Anna Christine Friesinger-Postma) е бивша германска състезателка по бързо пързаляне с кънки, тройна олимпийска шампионка (една индивидуална титла) от Ванкувър 2010 и шестнайсеткратна световна шампионка. Тя е най-успешната състезателка на индивидуални световни първенства и е считана за една от най-популярните състезателки по бързо пързаляне с кънки в Германия за всички времена.
На 14 юли 2010 г. обявява края на спортната си кариера. Причината е тежка операция на дясното коляно през март същата година. 

## Личен живот
Ана Фризингер-Постма има брат и сестра. Има висше образование по интериорен дизайн. От 11 август 2009 г. е омъжена за бившия холандски състезател по бързо пързаляне с кънки Идс Постма. През 2010 г. живее в Залцбург. 
През 2004 година издава автобиографията си Mein Leben, mein Sport, meine besten Fitness-Tipps, ISBN 3-442-39059-1.